# Фридрих Хайнрих Вилхелм (Шлезвиг-Холщайн-Зондербург-Глюксбург)
Фридрих Хайнрих Вилхелм фон Шлезвиг-Холщайн-Зондербург-Глюксбург (на немски: Friedrich Heinrich Wilhelm von Schleswig-Holstein-Sonderburg-Glücksburg; * 15 март 1747, Глюксбург; † 13 март 1779, Глюксбург) от династията Олденбург, е последният херцог от линията Шлезвиг-Холщайн-Зондербург-Глюксбург (1766 – 1779).

## Биография
Той е син на херцог Фридрих фон Шлезвиг-Холщайн-Зондербург-Глюксбург (1701 – 1766) и съпругата му графиня Хенриета Августа фон Липе-Детмолд (1725 – 1777), дъщеря на граф Симон Хайнрих Адолф фон Липе-Детмолд.
Фридрих Хайнрих се жени на 9 август 1769 г. в Саарбрюкен за принцеса Анна Каролина фон Насау-Саарбрюкен (* 31 декември 1751, Саарбрюкен; † 12 април 1824, Глюксбург), дъщеря на княз Вилхелм Хайнрих фон Насау-Саарбрюкен (1718 – 1768) и съпругата му графиня София Христина фон Ербах (1725 – 1795). Те нямат деца.
Фридрих Хайнрих умира на 13 март 1779 г. на 31 години в Глюксбург. Вдовицата му Анна Каролина се омъжва отново на 26 октомври 1782 г. в Глюксбург за херцог Фридрих Карл Фердинанд (1729 – 1809).
След няколко години (1825) датският крал Фридрих VI дава херцогството Шлезвиг-Холщайн-Зондербург-Глюксбург на Фридрих Вилхелм от линията Шлезвиг-Холщайн-Зондербург-Бек.